# Radek Špiláček
Radek Špiláček (* 10. Januar 1980 in Opava) ist ein ehemaliger tschechischer Fußballspieler.

## Karriere
Radek Špiláček begann mit dem Fußballspielen bei Sokol Kylešovice, nach nur einem Jahr wechselte er zu Ostroj Opava, heute SFC Opava. In Opava debütierte der defensive Mittelfeldspieler in der Rückrunde der Saison 1997/1998 in der Gambrinus-Liga. 2000 wechselte Špiláček zu Sigma Olomouc, wo er in sechs Spielzeiten 131 Spiele bestritt.
Zur Saison 2006/07 wechselte er zum deutschen Regionalligisten TSG 1899 Hoffenheim, mit dem er zwischen 2007 und 2008 den Durchmarsch von der 2. Bundesliga in die 1. Bundesliga schaffte. In der Saison 2008/09 spielte er für den Zweitligisten FSV Frankfurt, kam dort aber nur zu zehn Einsätzen und musste den Verein zum Saisonende wieder verlassen. Ende Januar 2010 wechselte Špiláček zum SV Wilhelmshaven. Ab der Winterpause 2011/12 spielte er für den Oberligisten SSV Jeddeloh. Im Sommer 2014 verließ er den Klub. 2016 beendete er seine Karriere.